# Гура-Сіріулуй
Гура-Сіріулуй (рум. Gura Siriului) — село у повіті Бузеу в Румунії. Входить до складу комуни Сіріу.
Село розташоване на відстані 120 км на північ від Бухареста, 63 км на північний захід від Бузеу, 142 км на захід від Галаца, 48 км на схід від Брашова.

## Населення
За даними перепису населення 2002 року у селі проживали 49 осіб, усі — румуни. Усі жителі села рідною мовою назвали румунську.